# Saint-Jean-de-la-Neuville
Saint-Jean-de-la-Neuville ist eine französische Gemeinde mit 664 Einwohnern (Stand: 1. Januar 2022) im Département Seine-Maritime in der Region Normandie. Die Gemeinde gehört zum Arrondissement Le Havre und zum Kanton Bolbec.

## Geografie
Saint-Jean-de-la-Neuville liegt im Pays de Caux, etwa 19 Kilometer ostnordöstlich von Le Havre. Umgeben wird Saint-Jean-de-la-Neuvillevon den Nachbargemeinden Beuzeville-la-Grenier im Norden, Mirville im Norden und Nordosten, Nointot im Nordosten, Bolbec im Osten, Saint-Eustache-la-Forêt im Süden, Les Trois-Pierres im Süden und Südwesten, Saint-Gilles-de-la-Neuville im Westen und Südwesten sowie Parc-d’Anxtot im Westen und Nordwesten.
Durch die Gemeinde führt die Autoroute A29.
| Bevölkerungsentwicklung   | Bevölkerungsentwicklung | Bevölkerungsentwicklung | Bevölkerungsentwicklung | Bevölkerungsentwicklung | Bevölkerungsentwicklung | Bevölkerungsentwicklung | Bevölkerungsentwicklung | Bevölkerungsentwicklung |
| ------------------------- | ----------------------- | ----------------------- | ----------------------- | ----------------------- | ----------------------- | ----------------------- | ----------------------- | ----------------------- |
| Jahr                      | 1962                    | 1968                    | 1975                    | 1982                    | 1990                    | 1999                    | 2006                    | 2013                    |
| Einwohner                 | 324                     | 276                     | 317                     | 404                     | 477                     | 471                     | 537                     | 552                     |
| Quelle: Cassini und INSEE |                         |                         |                         |                         |                         |                         |                         |                         |

## Sehenswürdigkeiten
- Kirche Saint-Jean aus dem 16. Jahrhundert
- Ruine eines Schlosses aus dem 16. Jahrhundert